# Caspar Weiser
Caspar (ibland Casper) Jacobsson Weiser, född okänt år i Danmark, död 1686 i Oslo, var en dansk skolman och professor vid Lunds universitet.

## Biografi
Ingenting är känt om Weisers barndom och uppväxt, utan han framträder först i källorna som student vid Köpenhamns universitet från 1645. Där disputerade han år 1653 för filosofie magistergraden under Bertel Bartholins presidium på avhandlingen De philologiæ studio theologis, juris consultis, medicis, philosophis & oratoribus utili et necessatio. Som nyexaminerad magister blev han först rektor för skolan i Kristianstad 1655, och sedan rektor för domskolan i Lund 1660, en tjänst som även gjorde honom till kanik vid domkapitlet i Lund.
Vid öppnandet av Lunds universitet 1668 ville konsistoriet göra honom till professor i poetik, men detta projekt rann ut i sanden. Istället blev han professor i fysik vid samma lärosäte 1669, och fick Fjelie prebendepastorat till sin försörjning. Som professor i fysik var han emellertid inte särskilt framgångsrik, och det var "ingen stor förlust" för Lunds universitet att han gjordes överflödig och fick lämna tjänsten redan 1670. Weiser gav emellertid inte upp, och efter ett fruktlöst försök att bli professor i logik och metafysik efter Canutus Hahn såg han sin chans när professorn i vältalighet och poesi Christian Cassius också gjordes överflödig, varpå professuren delades i två. Weiser blev således professor i poesi vid Lunds universitet 1671, medan professuren i vältalighet gick till Erik Elfvedalius.
Weiser var ej heller särskilt lyckad som professor i poesi. Enligt hans kollega Christian Foss hade han "hvarken ingenium eller judicium". Han var förvisso "flitig och laboriosus nog" men kunde "ingen frukt skaffa hvarken vid skolan eller academien, der stundom sådane actioner förefalla, som äro acad. och honom sjelf till stor despect". Paul Gabriel Ahnfelt skräder ej heller orden när han betecknar Weisers dikter som "fulla af smicker och konstiga ljudfall, ordlekar och alliterationer (sic!), men utan poetisk talent". Han tycks inte heller ha kommit överens med Samuel Pufendorf, som karaktäriserade honom som en person "utan synnerliga meriter".
Vid universitetets rektorsval inför höstterminen 1675 stod valet inledningsvis mellan Ivar Vandalin och Weiser. Vandalin ursäktade sig på grund av sin "allom kända svaghet" och "sitt kalls besvärlighet", och valet borde därför rimligtvis ha fallit på Weiser. Pufendorf menade dock att det var "incompatible" för en skolrektor att samtidigt vara universitetsrektor, medan Andreas Spole var mindre försiktig och kallade Weiser otjänlig "både som rector scholae och pastor på bygden". Valet föll istället på Christian Papke. Vid nästa rektorsval inför vårterminen 1676 bad Weiser i en skrivelse till konsistoriet att åter komma i fråga. På denna begäran svarade Pufendorf att det vore "mot academiens heder att kalla ett sådant subjectum [till rektor]", men då Weiser kunde visa upp rekommendationsbrev från universitetets kurator, landshövdingen i Kristianstads län Magnus Durell, remitterades frågan vidare till universitetets kansler. Kanslern, Gustaf Otto Stenbock, vidtog dock ingen åtgärd utan bollade tillbaka frågan till konsistoriet, som anslöt sig till Pufendors mening och istället valde Olof Bagger till rektor för vårterminen 1676.
När Skånska kriget bröt ut senare samma år ställde sig Weiser på danskarnas sida och hyllade Kristian V med dikter på både latin och danska. Särskilt graverande var ett latinskt kväde, vars betydelse han förklarade som att "Saa kommer Eiemanden igen til sit". Efter den svenska motoffensiven lät vedergällningen inte vänta på sig, och Weiser ställdes inför rätta i Malmö och dömdes till döden. Tack vare Weisers hustrus förböner mildrade Karl XI straffet till offentlig avbön och livstids landsflykt, varför Weiser lämnade Skåne för Danmark. I Danmark utnämndes han till lektor i latin vid gymnasiet i Kristiania, där han slöt sin levnads bana 1686.